# Tret mortal
 Tret mortal  (títol original en anglès: Dead Bang) és una pel·lícula policíaca estatunidenca dirigida per John Frankenheimer el 1989 i estrenada l'any següent. Ha estat doblada al català.

## Argument[2]
Un expeditiu policia de Los Angeles descobreix una conspiració ultradretana de caràcter nazi, l'objectiu de la qual és aconseguir el control del país. Malgrat que es tracta d'una persona que pateix desequilibris psicològics, intentarà desbaratar els plans d'aquesta societat secreta.

## Crítica
"Discreta intriga que va trobar a faltar a un protagonista de més entitat, així com una realització menys convencional. Entreté i poca cosa més"

## Repartiment
- Don Johnson: Jerry Beck
- Penelope Ann Miller: Linda
- William Forsythe: Kressler
- Bob Balaban: Webly